# Körmend–Németújvár-vasútvonal
Az egykor a Dunántúl nyugati részén, az Alpokalja déli lejtőjén haladó egykori 923-as Körmend–Németújvár-vasútvonal a trianoni békeszerződéssel két ország területére került, a MÁV 1959-ben megszüntetett vasútvonala.

## Történet
A Körmend–Németújvári HÉV társaság által épített 22,8 km hosszú vasútvonalat 1899. szeptember 1-jén adták át a forgalomnak. A helyiérdekű vasút a MÁV Szombathely-Szentgotthárd vonalának Körmend állomásáról ágazott ki és Németújvárnál (ma az osztrák területen lévő Güssing) csonkán végződött. A vonal üzletkezelését a MÁV látta el. A szállított áruk közül kiemelkedő volt a fa feladása, amelyet a vasúthoz csatlakozó keskeny nyomtávolságú vonalak segítségével gyűjtöttek össze. A fa feldolgozását a németújvári állomás mellett 1913-ban alapított Magyar Általános Kőszénbánya Társulat Tatabánya,  Faüzem Németújvár és 40 főt foglalkoztató Schmergel és Cohn Fűrészüzem végezte. 
A vontatást a MÁV 220 sorozatú 2 darab mozdonya végezte, amelyet 1881-ben gyártott a GANZ Budapesten.
A sík- és dombvidéki vasút építésénél viszonylag kevés földmunkát végeztek, azonban sok helyen gondot okozott az ingoványos talaj. A legnagyobb, 25 m hosszú hídja a Pinka folyó felett épült. A felépítmény 23,6 kg/fm tömegű, „i” jelű sínekből épült.

## Megszüntetése
1921-ben, a trianoni békeszerződéssel, a vasútvonal két ország területére került, azonban a vonalnak az osztrák vasúthálózattal nem volt kapcsolata. 1926-ban a vonal osztrák részét a BBÖ szerezte meg, majd 1931-ben az osztrák államé lett. Németújvárra az utolsó személyvonat 1945 februárjában közlekedett. A második világháború után, a vasfüggöny leereszkedésével, a vasútvonal 11 km-es burgenlandi szakaszának jövője kilátástalanná vált.  Magyar oldalon 1959. szeptember 30-ig maradt fenn a forgalom, majd a pályát a teljes szakaszon elbontották. A felszámolt vasútvonal nyomvonalát követi a mai B56-os főút Strém irányába. Az egykori vasútállomásai osztrák és magyar oldalon is még állnak. A vasútvonal egyik jelentősebb vasbetonhídja Nagysároslak mellett az erdőben még áll. A Németújvári járás az egyetlen osztrák járás, amely vasútvonal nélkül maradt.

## Műtárgyak
A vasútvonal legjelentősebb műtárgyai Pinkamindszent határában találhatóak. Ezek között van egy Pinka feletti 25 méteres vasúti híd, amelynek egyes elemeit 2007-ben megpróbálták fémtolvajok ellopni. Egy nagyméretű egynyílású tégla boltozatos híd ível át egy vízfolyás felett. Továbbá egy bevágásban haladó vasúti pálya szakasz felett beton felüljáró ível át, amely a mezőgazdasági forgalmat szolgálta. A terület ma fákkal benőtt, így a híd helye az erdős rész miatt nehezen azonosítható.

## Galéria

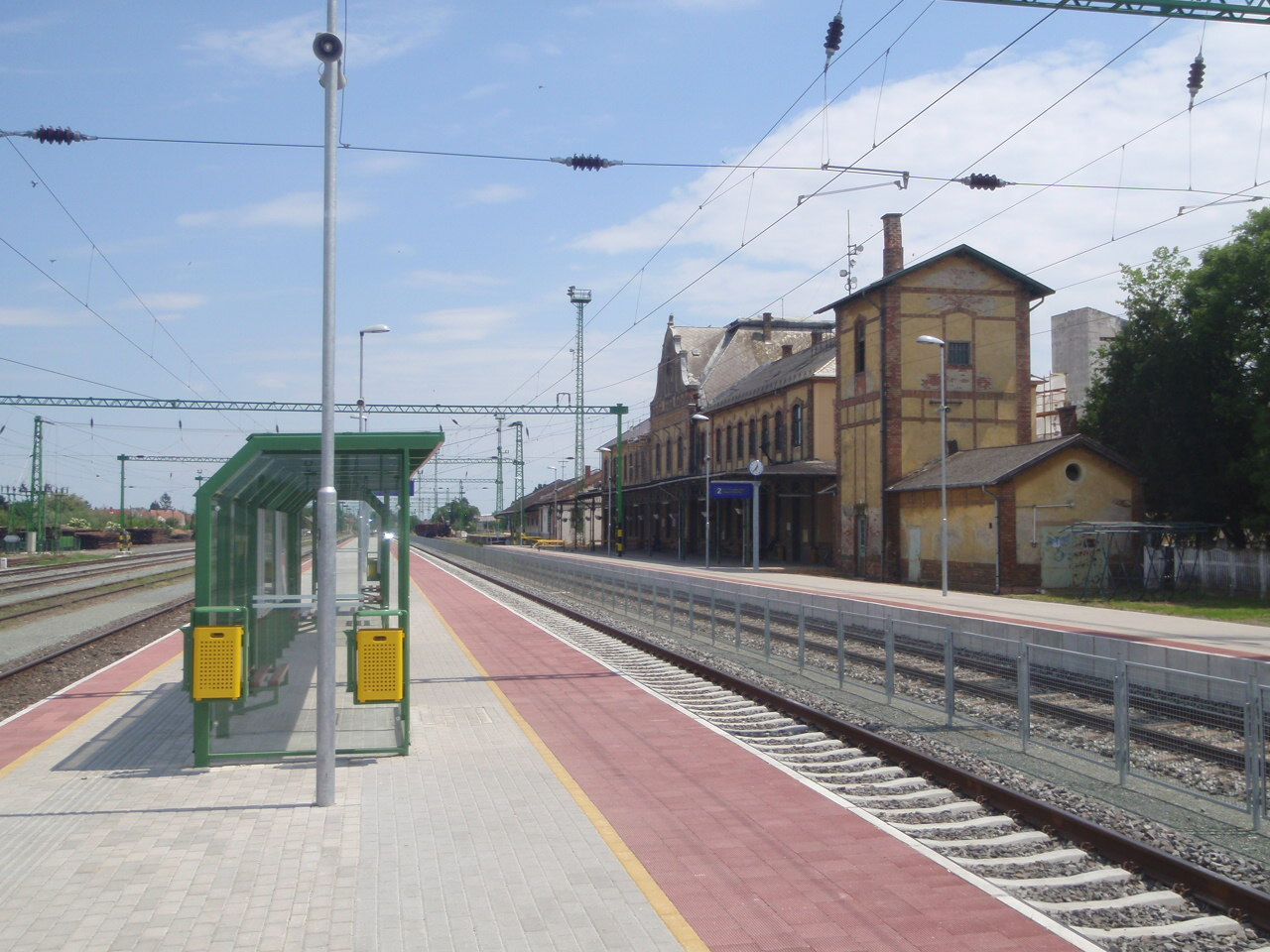
Körmend vasútállomása a Szombathely–Szentgotthárd-vasútvonalon
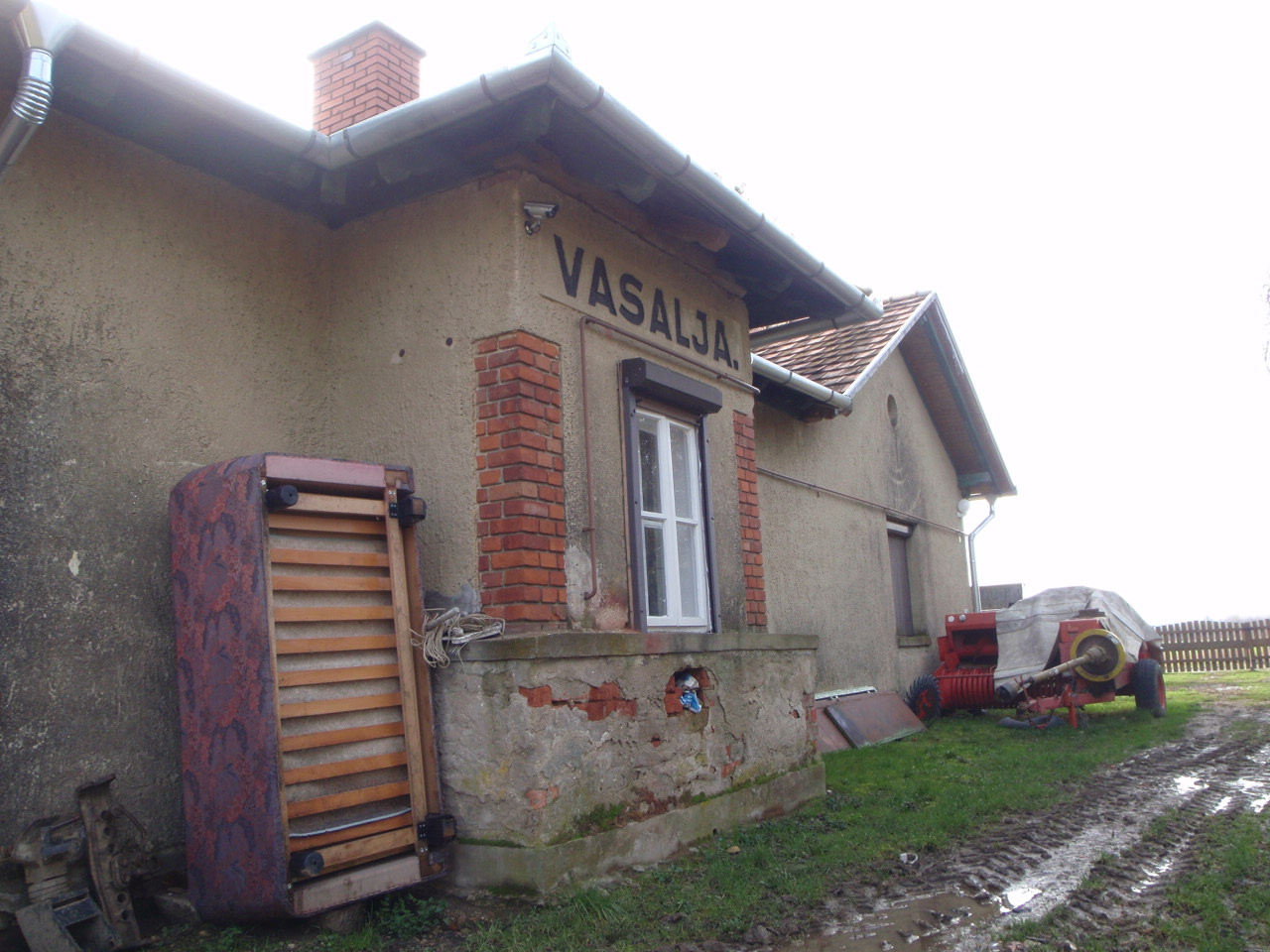
Vasalja vasútállomása az egykori vágány felől
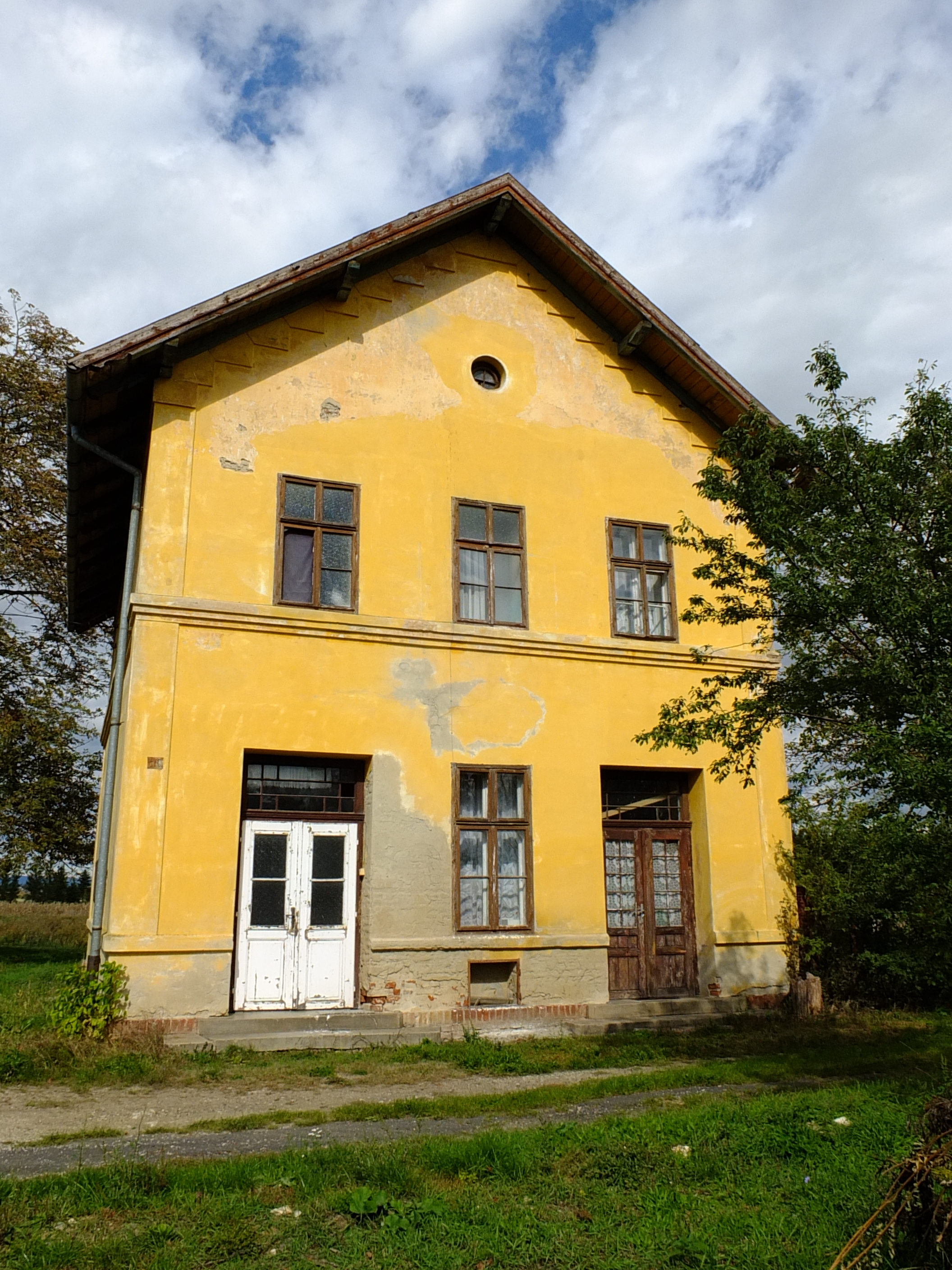
Pinkamindszent vasútállomása

## Fordítás
- Ez a szócikk részben vagy egészben a Güssinger Bahn című német Wikipédia-szócikk fordításán alapul.  Az eredeti cikk szerkesztőit annak laptörténete sorolja fel. Ez a jelzés csupán a megfogalmazás eredetét és a szerzői jogokat jelzi, nem szolgál a cikkben szereplő információk forrásmegjelöléseként.